# Synagoga Isakowicza Gutgolda w Łodzi
Synagoga Isakowicza Gutgolda w Łodzi – prywatny dom modlitwy znajdujący się w Łodzi przy ulicy Głównej 55, obecnie będącej fragmentem alei Józefa Piłsudskiego.
Synagoga została zbudowana w 1897 roku z inicjatywy Isakowicza Gutgolda. Mogła ona pomieścić 20 osób. Podczas II wojny światowej hitlerowcy zdewastowali synagogę.